# Elizabeth Barnard

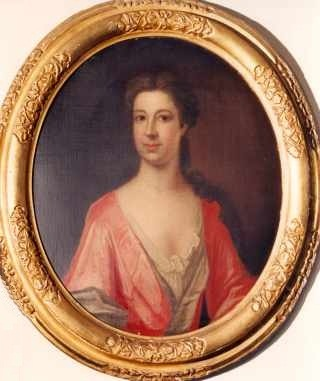
Porträt von Elizabeth Barnard

Elizabeth, Lady Barnard (* 1608 in Stratford-upon-Avon als Elizabeth Hall, ehemals Nash; † 17. Februar 1670 in Abington) war die Enkelin des englischen Dichters und Dramatikers William Shakespeare. Trotz zweier Ehen hatte sie keine Kinder und war sein letzter überlebender Nachkomme. Barnard war während des englischen Bürgerkriegs eng mit der Sache der Royalisten verbunden. Ihre beiden Ehemänner waren engagierte Unterstützer von Karl I.                                                                                      

## Leben
Elizabeth Hall wurde als Tochter von Susanna Hall und John Hall geboren. Sie wurde am 21. Februar 1608 in der Holy Trinity Church in Stratford-upon-Avon getauft. Im Jahr 1626 heiratete Elizabeth Hall Thomas Nash, der Mitglied des Manor and Lordship of Shottery war. Nash machte sein Testament am 25. August 1642, indem er sein Haus in der Chapel Street Elizabeth überließ. Den größten Teil seines Vermögens vermachte er jedoch seinem Cousin Edward Nash. Am 4. April 1647 starb Barnards erster Ehemann. Am 5. Juni 1649, achtzehn Monate nach dem Tod ihres Mannes, heiratete sie John Barnard (1604–1674). Er war Witwer mit mehreren Kindern. Fünf Wochen nach der Heirat starb Elizabeths Mutter Susanna. Infolgedessen erbte Elizabeth das Eigentum der Familie Shakespeare. Das Paar zog nach Stratford, um in New Place zu leben. Als überzeugter Royalist verbesserte sich Barnards soziale Position nach der Restauration im Jahr 1660 dramatisch. Er wurde am 25. September 1661 zum Ritter geschlagen, wodurch seine Gattin den Höflichkeitstitel Lady Barnard erhielt. Sie verließen Stratford, um in das Haus der Familie Barnard in Abington zu ziehen. Im Februar 1662 starb Judith Quiney in Stratford-upon-Avon, was Elizabeth Barnard zum letzten Nachkommen von William Shakespeare machte. Sie schrieb ihr Testament am 29. Januar 1669. Sie selbst verlor am 17. Februar 1670 in Abington ihr Leben. In der Kirche Saint Peter & Paul in Abington befindet sich eine Gedenktafel. Das Familienhaus von John Barnard und Elizabeth Barnard ist heute ein Museum.

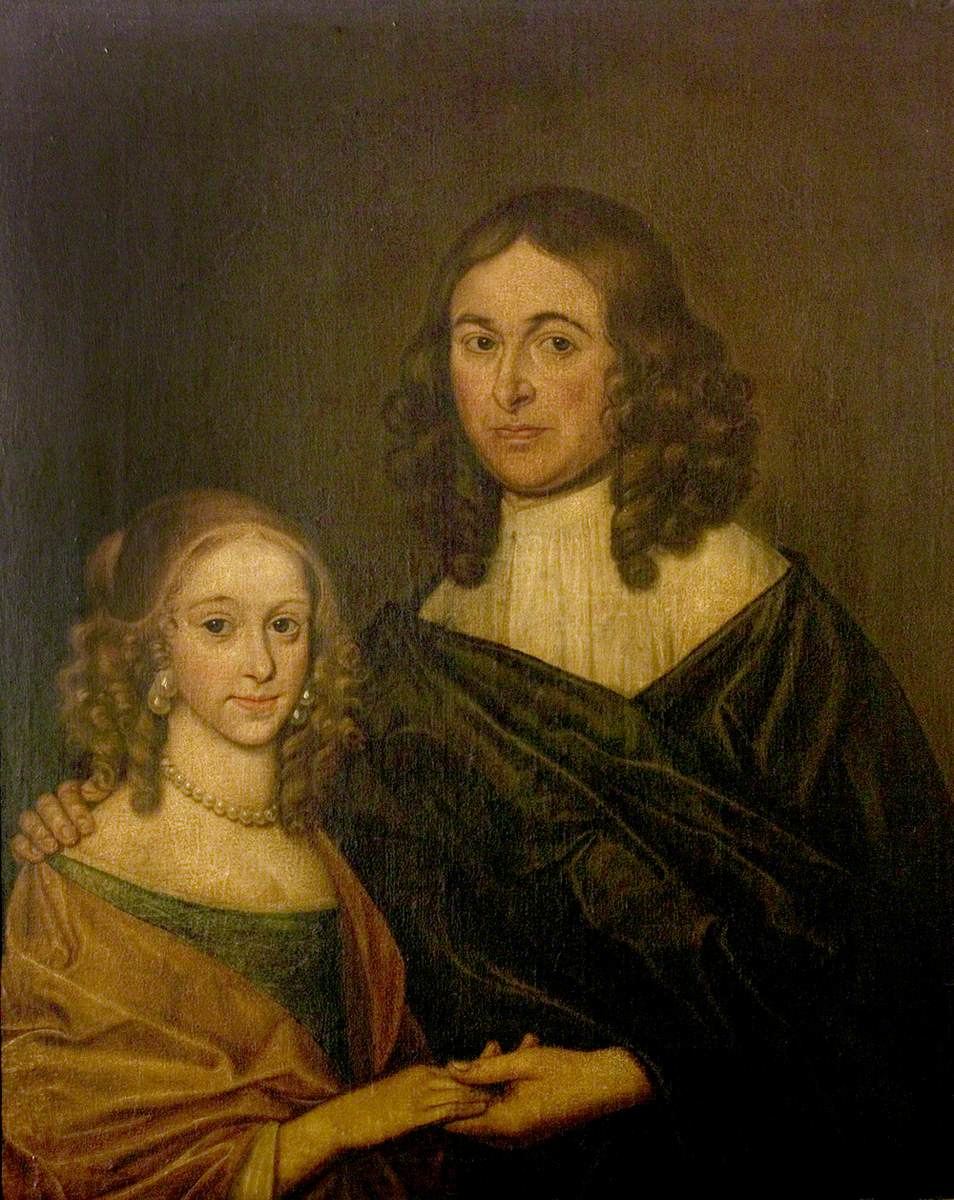
Elizabeth Barnard mit ihrem ersten Ehemann Thomas Nash